# Caldas (Antioquia)
Pour les articles homonymes, voir Caldas (homonymie).
Caldas est une municipalité située dans le département d'Antioquia, en Colombie.

## Personnalités liées à la municipalité
- Fabián Puerta (1991-) : coureur cycliste né à Caldas.